# هری پاتر و تالار اسرار
هری پاتر و تالار اسرار (به انگلیسی: Harry Potter and the Chamber of Secrets) دومین رمان از سری رمان‌های هری پاتر است که توسط جی. کی. رولینگ نگاشته شده‌است. ادامه داستان هری پاتر و سنگ جادو است و پیش از هری پاتر و زندانی آزکابان اتفاق می‌افتد و بیان دومین سال ورود هری پاتر به مدرسه هاگوارتز است که از لحاظ زمانی بین ۳۱ ژوئیه ۱۹۹۲ تا ۲۹ مه ۱۹۹۳ قرار می‌گیرد. در این رمان لرد ولدمورت از طریق یکی از جان‌پیچ‌هایش که دفتر خاطراتش است هیولای باسیلیسک را در هاگوارتز آزاد می‌کند و موجب خشک شدن تعدادی از دانش‌آموزان می‌شود از جمله هرماینی گرنجر، کالین کریوی، سِر نیکلاس و چند تن دیگر. یک بخش دیگر این کتاب داستان اخراج شدن روبیوس هاگرید و منع کردن او است. در مدرسه جادوگری سال تحصیلی آغاز می‌گردد. طلسمی گربه سرایدار و چند نفر را خشک می‌کند، همهٔ افراد به هری شک می‌کنند، او برای اثبات بی‌بیگناهی خود و در نهایت نجات خواهر رون به دنبال مکان تالار اسرار می‌گردد.
این کتاب در انگلستان در ۲ ژوئیه ۱۹۹۸ توسط انتشارات بلومزبری و در آمریکا در ۲ ژوئن ۱۹۹۹ توسط اسکلاستیک منتشر گردید.